# 레이첼 벨트리
레이철 벨트리(Rachel Veltri, 1978년 2월 26일 ~ )는 미국의 배우, 모델이다.
시카고에서 태어났다.

## 출연 작품

### 영화
- 아메리칸 파이: 썸머 캠프 (2005) - 대니 역
- 가장 무서운 이야기 (2006)